# Satanivka, Horodok
Satanivka (în ucraineană Сатанівка) este un sat în comuna Iurînți din raionul Horodok, regiunea Hmelnîțkîi, Ucraina.

## Demografie
Componența lingvistică a localității Satanivka
     Ucraineană (98,45%)
     Rusă (1,2%)
     Alte limbi (0,34%)
Conform recensământului din 2001, majoritatea populației localității Satanivka era vorbitoare de ucraineană (98,45%), existând în minoritate și vorbitori de rusă (1,2%).